# Jean de l'Espine Pont-Alais
Jean de l'Espine Pont-Alais, oppure Songecreux (Parigi, circa 1495 – Parigi, 1540), è stato un attore teatrale e commediografo francese.

## Biografia
Le informazioni storiche e biografiche riguardanti Pont-Alais sono piuttosto scarse e incerte, comunque le testimonianze garantiscono che ebbe notevoli abilità recitative, specializzato nel ruoli satirici e comici.
Ebbe grandi vicissitudini, forse di natura economica, che lo portarono a varie condanne e anche alla reclusione.
Si caratterizzò per un personaggio, diventato celebre, fantasioso, loquace, burlone e moralista, chiamato Songecreux.
Dei suoi lavori teatrali è sopravvissuto solamente la commedia intitolata Contreditz de Songecreux (1530), significativo anche per i dialoghi forti, caratterizzati da una versificazione a tratti realistica.

## Opere
- Contreditz de Songecreux (1530).